# Distretto di Buldibuyo
Il distretto di Buldibuyo  è uno dei tredici distretti della provincia di Pataz, in Perù. Si trova nella regione di La Libertad e si estende su una superficie di 227,39  chilometri quadrati.